# Max Prick van Wely
Max Arthur Prick van Wely (Meester Cornelis, Nederlands-Indië, 14 september 1909 – Amsterdam, 12 april 2000) was een Nederlands pianist, organist en componist.

## Biografie
Hij was zoon van Franciscus Petrus Hubertus Prick (F.P.H. Prick, Van Wely werd in 1904 toegevoegd), leraar aan de Willem III-school en Jacqueline Agathe van Wely. Nadat vader docent werd aan de Hoger Burger School in Maastricht verhuisde het gezin daar naartoe. Vader werd in 1924 assistent Engels aan de Universiteit Nijmegen, maar overleed in 1926. Hij was zelf tussen 1936 en 1943 getrouwd met Christine Maria Kerper, pianiste en dochter van Willem Kerper. In dat laatste jaar hertrouwde hij met Beatrix Stephanie Monhemius, met wie hij ook sprookjesbundels uitgaf.

### Opleiding en werk
Zijn eerste opleiding verkreeg hij van Willem Kerper (piano en orgel). Hij behaalde het diploma voor beide instrumenten, piano bij Kerper en orgel bij de Nederlandsche Katholieke Organisten Vereeniging, om les de geven in het middelbaar onderwijs. In die jaren dertig kwam ook de tweespalt, uitvoerend of scheppend musicus; de balans sloeg door naar scheppende musicus, maar hij bleef wel tot in de jaren vijftig musiceren. Als jongeling schreef hij zich bij het Conservatorium van Amsterdam, waarbij de nadruk al kwam te liggen op componeren. Sem Dresden leidde hem daarin op, maar er waren ook nog lessen van C. De Wolff en Anthon van der Horst op orgel en Willem Andriessen op piano. Ondertussen bespeelde hij het orgel van de Sint-Franciscuskerk in Nijmegen.
Hij haalde het einddiploma in 1936 en ging vervolgens werken als docent aan de Volksmuziekschool in Nijmegen. In 1942 vestigde hij zich in Den Haag. Van 1967 tot 1975 gaf hij les in Amsterdam.
Hij schreef werken voor piano, zang, kamerensemble en orkest. Uit de laatste categorie kregen enige bekendheid: 
- Pianoconcert nr. 1
- Rameau-suite (uitvoering Arnhemsche Orkest Vereeniging onder leiding van Jaap Spaanderman, 1936)
- Pianoconcert nr. 2 (uitvoering Stedelijk Orkest Maastricht onder leiding van Henri Hermans met Max achter de piano, 16 april 1942)
- De kleine zeemeermin (balletmuziek).

Hij schreef voorts een komische opera Maestro Giovanni en twee muzieksprookjes: Alles op zijn plaats naar Hans Christiaan Andersen en Het wonderkind Frederik naar Marguerite Prick van Wely (zijn zuster Margareta Jacqueline Agathe Prick van Wely). Hij verwerkte diverse invloeden in zijn werk. Vanuit de orgelwereld speelde Johan Sebastian Bach een grote rol, bij andere werken de romantici zoals Frédéric Chopin, impressionisten zoals Maurice Ravel, Claude Debussy en vanuit Den Haag Alexander Voormolen en Bernhard van den Sigtenhorst Meyer.
Anderzijds werkte hij mee of schreef hij zelf boekwerken over muziek: Het orgel en zijn meesters uit 1931, De bloeitijd van het Nederlands volkslied uit 1949 en Over het orgel en de orgelmuziek, dat hij met Herman Huls uitgaf in de serie De muziek. Kruseman vermeldde nog dat van zijn hand ook artikelen in muziek- en dagbladen werden afgedrukt.